# Yuhina occipitalis
Yuhina occipitalis е вид птица от семейство Zosteropidae.

## Разпространение
Видът е разпространен в Бутан, Индия, Китай, Мианмар и Непал.